# El aguador (película)
The Waterboy (conocida en Hispanoamérica como El aguador) es una película de comedia del año 1998 de los Estados Unidos, dirigida por Frank Coraci. Está protagonizada por Adam Sandler junto a Henry Winkler, Kathy Bates, Jerry Reed, y Fairuza Balk. Lynn Swann, Lawrence Taylor, Jimmy Johnson, Bill Cowher, Paul Wight y Rob Schneider realizan cameos en la película. Sandler ofició como productor y coescribió el guion junto a Tim Herlihy. La película fue muy rentable, ganando más de 160 millones de dólares solamente en los Estados Unidos.

## Resumen
La película cuenta la historia de Bobby (Adam Sandler), un inadaptado social que quiere jugar fútbol americano con el equipo de su universidad, los "Mud Dogs" de la Estatal del Centro de Louisiana, pero él tan solo es el aguador.

## Reparto
- Adam Sandler como Bobby Boucher.
- Kathy Bates como Helen Boucher, madre de Bobby.
- Fairuza Balk como Vicki Vallencourt.
- Henry Winkler como el entrenador Klein.
- Jerry Reed como el entrenador Red Beaulieu.
- Lawrence Gilliard Jr como Wallace Derek.
- Blake Clark como Fran.
- Peter Dante como Grenouille Guy.
- Jonathan Loughran como Lyle Robideaux.
- Al Whiting, como Bugge Casey.
- Clint Howard como Paco.
- Allen Covert como Walter.
- Rob Schneider como Townie.
- Matt Baylis como estudiante.
- Todd Holland como Greg Meaney.
- Kirk Lindell como Redneck #3.
- Kevin P. Farley como Jim Simonds.
- Frank Coraci como Bobby Boucher, padre.
- Paul Wight como Insane Captain.
- Hee Newbold como animadora de los Mud Dogs.

### Comentaristas
- Dan Fouts como él mismo (ABC Sports).
- Brent Musburger como él mismo (ABC Sports).
- Lynn Swann como él mismo ( ABC Sports).
- Chris Fowler como él mismo (ESPN).
- Lee Corso como él mismo (ESPN).
- Dan Patrick como él mismo (ESPN).
- Lawrence Taylor como él mismo.
- Bill Cowher como él mismo (el entrenador de Pittsburgh Steelers).
- Jimmy Johnson como él mismo (el entrenador de Miami Dolphins).
- Sam Hazlewood como él mismo.
- Wade Phillips como árbitro (sin acreditar).
- Moosie La Cocker Spaniel como ella misma.
- Jennifer Bini Taylor como Rita.

## Rodaje y producción
The Waterboy fue filmada en su mayoría en el centro de la Florida, principalmente en Daytona Beach y Deland Florida, y sus alrededores. Los juegos de local de los Mud Dogs fueron filmados en el Estadio Martin en DeLand, Florida, sede del equipo de la escuela preparatoria local (los DHS Bulldogs). Las aulas y el gimnasio, donde Bobby tiene el GED, son parte de la Universidad de Stetson, que también se encuentra en DeLand. El Bourbon Bowl (juego final de la película) fue filmado en el Citrus Bowl en Orlando, Florida.
Las escenas que involucran a la cabaña de la mamá de Bobby fueron filmadas en el Lago Luisa, en Clermont, Florida.

## Recepción de la crítica
La película recibió comentarios mixtos, especialmente de la crítica. En el sitio especializado Rotten Tomatoes cuenta con un 35% de aprobación, con un rating promedio de 4.6 sobre 10.